# Beverly Cleary
Beverly Atlee Cleary (születési neve: Bunn) (McMinnville, Oregon, 1916. április 12. – Carmel-by-the-sea, Kalifornia, 2021. március 25.)  amerikai gyermek- és ifjúsági író. Amerika egyik legsikeresebb írója, könyveit 91 millió példányban adták el, mióta 1950-ben megjelent az első könyve. Cleary legismertebb szereplői közé tartozik Henry Huggins és kutyája, Ribsy (magyarul: Ribizli), Ramona Quimby, Beatrice Quimby (becenevén Beezus, magyarul Beus is) és Ralph S. Mouse. Legtöbb könyve az oregoni Portland városában játszódik, ahol ma iskola viseli nevét és szobrok állnak leghíresebb szereplőiről.
Cleary könyveit több mint 25 nyelvre fordították le. Ramona and Her Mother című regénye elnyerte az 1981-es Nemzeti Könyvdíjat a puhafedelű gyermekkönyvek kategóriájában. Dear Mr. Henshaw című könyve Newbery Medalt nyert, a Ramona and Her Father és a Ramona Quimby, Age 8 (magyarul: Ramona) pedig Newbery Honor Book címet kapott.

## Művei
- Henry Huggins, Morrow, 1950
- Ellen Tebbits, Morrow, 1951
- Henry and Beezus, Morrow, 1952
- Otis Spofford, Morrow, 1953
- Henry and Ribsy, Morrow, 1954
- Beezus and Ramona, Morrow, 1955
- Fifteen, Morrow, 1956
- Henry and the Paper Route, Morrow, 1957
- The Luckiest Girl, Morrow, 1958
- Jean and Johnny, Morrow, 1959
- The Hullabaloo ABC, Parnassus, 1960
- The Real Hole, Morrow, 1960
- Leave It To Beaver, Berkley, 1960
- Beaver and Wally, Berkley, 1961
- Here's Beaver!, Berkley, 1961
- Two Dog Biscuits,[15] Morrow, 1961
- Emily's Runaway Imagination,[15] Morrow, 1961
- Henry and the Clubhouse, Morrow, 1962
- Sister of the Bride, Morrow, 1963
- Ribsy,[16] Morrow, 1964
- The Mouse and the Motorcycle,[15] Morrow, 1965
- The Growing-Up Feet,[15] Morrow, 1967
- Mitch and Amy,[15] Morrow, 1967
- Ramona the Pest,[15] Morrow, 1968
- Runaway Ralph,[15] Morrow, 1970
- Socks,[15] Morrow, 1973
- Ramona the Brave,[15] Morrow, 1975
- Ramona and Her Father,[15] Morrow, 1977
- Ramona and Her Mother,[15] Morrow, 1979
- Ramona Quimby, Age 8,[15] Morrow, 1981
- Ralph S. Mouse, Morrow,[15] 1982
- Dear Mr. Henshaw,[15] Morrow, 1983
- Ramona Forever,[15] Morrow, 1984
- The Ramona Quimby Diary,[15] Morrow, 1984
- Lucky Chuck,[15] Morrow, 1984
- Janet's Thingamajigs,[15] Morrow, 1987
- A Girl from Yamhill,[15] Morrow, 1988
- Muggie Maggie,[15] Morrow, 1990
- Strider,[15] Morrow, 1991
- Petey's Bedtime Story,[15] Morrow, 1993
- My Own Two Feet,[15] Morrow, 1995
- Ramona's World,[15] Morrow, 1999
- Two Times the Fun[15] (gyűjteményes kötet, benne: The Real Hole, Two Dog Biscuits, The Growing-Up Feet és Janet's Thingamajigs), Morrow, 2005

† Henry Huggins-sorozat (1950–1964)

‡ Ramona-sorozat (1955–1999)

### Magyarul megjelent művei
- Ramona (Ramona Quimby, Age 8); ford. Varga Zsuzsa; Mirror, Győr, 1994[18]
- Beus és Ramona (Beezus and Ramona); ford. Petre Gyöngyi, Petre Mária; Gyöngy-Ház, Bp., 2002[19]

## Feldolgozások
- Ramona (1988): tízrészes kanadai televíziós sorozat; a nyolcéves Ramona Quimby szerepében Sarah Polley.[20]
- Ramona és Beezus – A kaland házhoz jön (Ramona and Beezus) (2010): film; Ramona szerepében Joey King (magyar hangja Koller Virág), Beezus szerepében Selena Gomez (magyar hangja Nagy Katica).[21]

## Fordítás
- Ez a szócikk részben vagy egészben  a   Beverly Cleary című angol Wikipédia-szócikk fordításán alapul.  Az eredeti cikk szerkesztőit annak laptörténete sorolja fel. Ez a jelzés csupán a megfogalmazás eredetét és a szerzői jogokat jelzi, nem szolgál a cikkben szereplő információk forrásmegjelöléseként.